# 17 años
17 años (17歳, Jūnana-sai., 17-sai) es una serie de manga japonés escrito por Seiji Fujii y dibujado por Yōji Kamata, y publicado entre los años 2004 y 2005. Trata del secuestro y el rapto de una niña, basado en el hecho real del asesinato de Junko Furuta. Fue publicado en Japón por Futabasha y serializado en Manga Action. 
Fue publicado en España por Ediciones Mangaline con el título de 17 Años, en francés por naBan Editions como 17 ans une chronique du mal (17 años, una crónica del mal), y en Taiwán por Tong Li Publishing.

## Trama
Un grupo de pandilleros liderados por el joven Miyamoto secuestran a Sachiko Ozawa, una estudiante de secundaria, en la prefectura de Chiba; y tras agredirla en un hotel, la recluyen en una casa en E-Ward, al este de Tokio, donde la violan y torturan. Su hermana Miki que intenta encontrarla desesperadamente, toma la iniciativa distribuyendo carteles. Hiroki Marukawa, el personaje principal y compañero de escuela de Miki, está tan intimidado por los pandilleros que delata a Sachiko cuando intenta esconderse, y no le revela su información a Miki, a pesar de que esta se lo ruega. A pesar de los peligros para su vida, los mafiosos llevan a Miki a la casa y, junto con Sachiko, es rescatada por la policía siguiendo una pista antes de que los mafiosos consigan matarla. Hiroki, a diferencia de sus compañeros, es juzgado como delincuente juvenil y enviado a un reformatorio, en lugar de ser juzgado como adulto e ir a prisión. Hiroki se convierte en el líder de su grupo del reformatorio. El único miembro de la pandilla que muere es Takashi Ikuno (asesinado por sus compañeros por presunta traición), ya que el cabecilla Miyamoto evita la pena de muerte. Miki no perdona a Hiroki a pesar de sus súplicas, ya que no pudo rescatar a Sachiko en el momento oportuno aunque  esta finalmente sobrevivió a su tortura y heridas.

## Personajes
- Hiroki Marukawa (マルカワ ヒロキ Marukawa Hiroki?) – El personaje principal involucrado en el secuestro, pero que nunca tiene el coraje de informar a Miki cuando ella lo pide.
- Sachiko Ozawa (大沢サチコ Ōzawa Sachiko?) – La víctima del secuestro, originaria de la prefectura de Chiba.
- Miki Ozawa (大沢ミキ Ōzawa Miki?) – La hermana gemela menor de la víctima del secuestro y compañera de escuela de Hiroki.
- Miyamoto (ミヤモト?) – El secuestrador principal. Probablemente evite la pena de muerte mientras Sachiko sobreviva, ya que es poco común que en Japón se conceda la pena de muerte a una persona responsable del asesinato de una sola persona.
- Takashi Ikuno (イクノ タカシ Ikuno Takashi?) – Secuestrador que es asesinado, cuando Miyamoto lo percibe traicionando al grupo. Es golpeado fatalmente en un campo aislado, y su cuerpo es colocado en un viejo refrigerador. Hiroki no consigue ayuda después de que la pandilla le pida ayuda para mover el cuerpo.
- Daisuke Tsuji (ツジ ダイスケ Tsuji Daisuke?) – Secuestrador.
- Katsuya Mizuno (ミズノ カツヤ Mizuno Katsuya?) – Secuestrador. Su casa es donde esconden a la víctima en E-Ward, Tokio.
- Seiichi Ozawa (大沢誠一 Ōzawa Seiichi?) - El padre de las niñas. Vive separado de su esposa debido a su trabajo, y Sachiko vive con él ya que su escuela secundaria está cerca de su residencia.
- Tokiko Ozawa (大沢時子 Ōzawa Tokiko?) - La madre de las niñas; Miki vive con ella.
- Jun Tanaka (田中 淳 Tanaka Jun?) - Un oficial de policía en la prefectura de Chiba en la comisaría del Norte que investiga el secuestro de Sachiko .
- Furuya (フルヤ?) - Un gángster. Furuya, quien es el superior de Miyamoto, lleva a Miki a Sachiko después Miki lo contacta. Furuya accede a dejar ir a Sachiko, pero Miyamoto lo deshabilita golpeándolo en la cabeza con un bate de béisbol.